# Серафим Неготинац
Серафим Неготинац (1847 — 1883) био је српски трговац и политичар. Неготинац је био члан Народне радикалне странке. Погубљен је након Тимочке буне. Његово суђење и погубљење је сликовит пример злоупотребе правосуђа од стране власти у време династије Обреновића.

## Биографија
Серафим Неготинац био је један од најимућнијих трговаца у Крушевцу и члан Народне радикалне странке од оснивања 1881. године. Веома популаран међу бирачима, биран је за председника општине и општинског одборника у Крушевцу. Као један од најпопуларнијих крушевачких радикала био је захваћен погромом који је влада краља Милана спровела над радикалима непосредно после Тимочке буне. Иако у Крушевцу није било никакве буне, Серафим је 1. новембра 1883. године ухапшен и предат преком суду, који је у Зајечару судио свим учесницима буне.

### Суђење
Суђење пред преким судом у Зајечару одржано је 5. децембра 1883. и трајало је свега неколико часова. Оптуженом није било дозвољено да се суочи са сведоцима оптужбе (њихове писане изјаве узимане су као доказ) нити да позове своје сведоке. Читава оптужба темељила се на писаним изјавама четворице сведокаː
- Марко Леонтијевић из Такова, полицијски доушник, изјавио је полицији у Београду да је 24. октобра 1883. упознао Серафима Неготинца у гостионици у Београду. Након што се лажно представио као радикал, Серафим му је наводно затражио да однесе наређење радикалима из села Уб да се одмах подигну на оружје и побију све чиновнике из напредњачке странке. На питање како Серафим изгледа, одговорио је да је овај црномањаст, црне косе, браде и бркова. Иако је Серафим неготинац био риђ, судије преког суда ову несагласност нису узеле у обзир, и примиле су ову изјаву као савршен доказ.
- Илија Илијић из Алексинца изјавио је београдској полицији да му је Серафим на повратку из Београда у Багрдану рекао да ће се за дан-два побунити Ужички и Ваљевски округ.
- Станоје Милосављевић из Пепељевца, радикал који се већ налазио пред преким судом, изјавио је да му је Серафим 29. октобра предао наредбу за радикале из села Глободера да покидају телеграфске жице, заузму барутану у Јасици и побуне народ. Станоје је 31. октобра повукао своју изјаву, правдајући се да је тада био пијан као ћускија. Овај сведок имао је брата, напредњака, који је са Серафимом одавно био у личном непријатељству.
- поп Лазар Јовановић из Трњана, који је такође био осуђен на смрт и стрељан, изјавио је да му је Серафим обећао да ће разорити железнички мост код Ђуниса како би спречио краљевску војску да стигне на време. Иако ово обећање никад није спроведено у дело, изјава коју је дао осуђеник на смрт узета је као пуноважан доказ.

Тужба је позвала за сведоке већи број виђенијих сељака из околине Крушевца, које је Серафим посетио пре Тимочке буне. Сви позвани изјавили су да их је Серафим наговарао да мирно предају оружје. Њихове изјаве преки суд није узео у обзир.

### Смрт
Након намештеног суђења које је трајало свега неколико часова, осуђен је на смрт и стрељан на Краљевици код Зајечара 5. децембра 1883. године. Иза себе је оставио два сина. Његово име уписано је на споменику стрељаним радикалима на Краљевици.